# 미하일 1세 표도로비치
미하일 1세(러시아어: Михаи́л Фёдорович Рома́нов, 1596년 7월 22일 ~ 1645년 7월 22일)는 1613년 젬스키 소보르가 러시아 차르국을 다스리는 데 자신을 선출한 후 러시아 로마노프 왕조의 초대 차르가 되었다.
그는 표도르 니키티치 로마노프와 세니아 셰스토바의 아들이었다.  그는 표도르 1세의 모친이었던 자신의 큰 이모 아나스타시아 로마노바를 통하여 마지막 류리크 왕조의 차르 표도르 1세의 오촌 조카이며 결혼 생활을 통하여 이반 4세의 증조 조카이기도 하다.  그의 즉위는 동란 시대의 종말을 표시하였다.  그의 통치 동안 러시아는 카자크와 스트로가노프가의 도움과 함께 시베리아의 대부분을 정복하였다.  미하일의 통치가 끝날 무렵 러시아는 우랄산맥의 부근부터 태평양까지 확장되었다.

## 생애와 통치

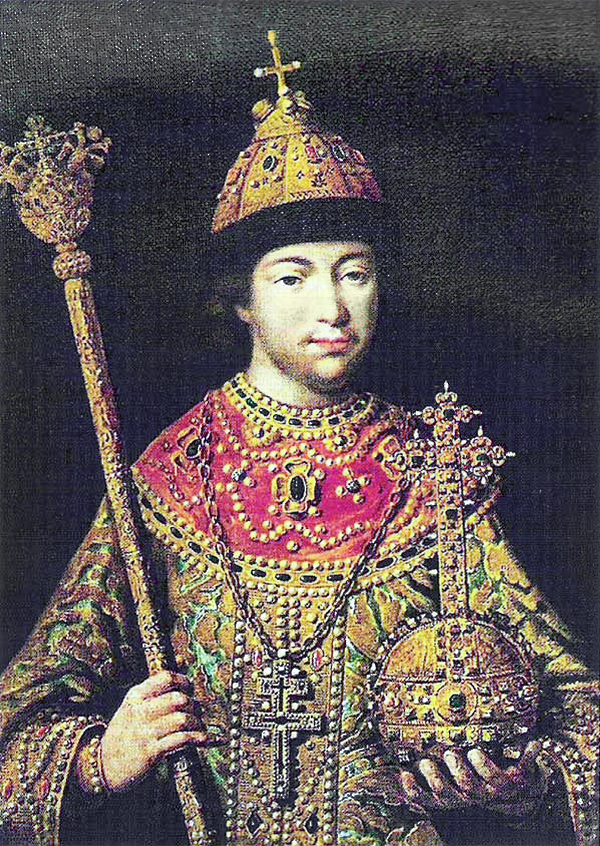
어린 시절의 미하일

미하일의 조부 니키타 로마노비치는 러시아의 초대 황후 아나스타시아의 오빠이자 이반 4세의 중앙 고문이었다.  어린이로서 미하일과 그의 모친은 1600년 벨로제로로 추방되었다.  이 일은 1598년 최근에 선출된 보리스 고두노프가 잘못으로 그의 부친 표도르를 반역죄로 고발했던 결과였다.  미하일은 1613년 2월 21일 젬스키 소보르에 의하여 러시아의 차르로 만장일치로 선출되었으나 평의회 대의원들은 3월 24일까지 코스트로마 근처에 있는 이파티에프 수도원에서 어린 차르와 그의 모친을 발견하지 않았다.  그는 폴란드와 스웨덴의 왕권을 포함한 몇몇의 다른 선택권들이 제거된 후 선택되었다.  시초적으로 모친은 항의하여 자신의 아들이 너무 어리고 너무 어려운 사무직을 위하여, 그리고 그런 귀찮은 시간에 너무 부드러웠다는 것을 믿고 진술하였다.
미하일의 선거와 즉위는 러시아의 작곡가 미하일 글린카가 자신의 오페라 《차르를 위한 인생》을 극화한 이반 수사닌 전설의 기초를 형성한다.
너무 황폐한 상태에서 미하일이 트로이츠카 수도원에서 몇주간 기다려야 했던 당시 수도는 모스크바에서 자신을 위하여 괜찮은 숙소가 마련되기 전에 75 마일 (121km) 떨어져 있었다.  그는 1613년 7월 22일 자신의 17세 생일에 왕위에 올랐다.  새로운 차르의 첫 작업은 그것을 점령한 국가들의 대지를 비우는 것이었다.  당시 스웨덴과 폴란드는 각각 스톨보보 화약 (1617년 2월 17일)과 데울리노 휴전 (1618년 12월 1일)과 함께 처리되었다.  데울리노 휴전의 가장 중요한 결과는 1633년 10월 이후 자신의 사망까지 정부를 차지했던 차르의 부친의 망명으로부터 귀환이었다.
미하일의 통치는 러시아 역사상 거대한 영토 확장을 보았다.  그의 통치 동안 러시아의 시베리아 정복은 지속되었으며 크게 카자크에 의하여 완료되고 스트로가노프가에 의하여 자금이 조달되었다.
차르 미하일은 자신의 일생의 말기를 향하여 걷지 못한 것에 결과를 가져온 그의 일생 초기에 승마의 결과로 진행성 다리 부상을 겪었다.  그는 누구에게나 작은 문제를 일으킨 온화하고 경건한 황태자였으며 자신의 고문들 뒤에 자신을 지웠다.  어쩌다 그들은 그의 부친처럼 비교적으로 정직하고 유능하였고, 어쩌다 그들은 그의 모친의 살티코프 친척처럼 부패하고 편협하였다.  그는 두번이나 결혼하였다.  그는 1624년 마리아 블라디미로브나 돌고루토바에게 결혼하였으나 그녀는 병이 들어 결혼생활 4개월 만에 1625년 초순 사망하였다.  1626년 그는 에우독시아 스트레시네바 (1608년 ~ 1645년)에게 결혼하여 10명의 자녀를 두었는 데 그중 4명이 성인기를 도달하였으며 훗날의 차르 알렉세이와 황후 이리나, 안나와 타티야나이다.  러시아 정교회를 받아들이는 데 후자의 거부의 결과적으로 덴마크의 크리스티안 4세의 귀천상혼 아들 슐레스비히홀슈타인의 발데마르 크리스티안과 자신의 맏딸 이리나를 결혼시키는 데 미하일의 실패는 그의 죽음으로 공헌하는 만큼 그를 너무 깊이 괴롭혔다.  차르 미하일은 괴혈병, 부종 그리고 아마 우울증과 함께 1645년 4월 병에 걸렸다.  그의 의사들은 그의 상태를 향상시키지 않은 완하제를 처방하였고, 7월 12일 교회에서 기절한 후 그는 7월 22일 사망하였다.

## 미하일의 정부

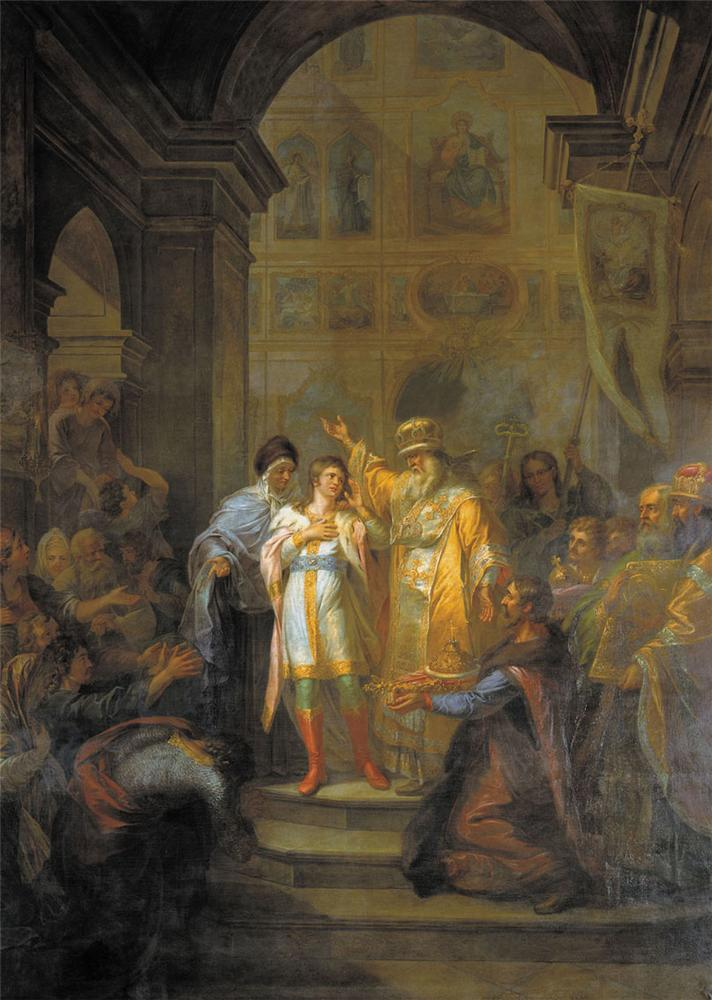
1613년 미하일은 16세의 나이에 이파티에프 수도원에서 왕관이 제공되었다.

정치적으로 가장 중요했던 관청들 (프리카즈)는 포솔스키 프리카즈 (외무부)와 라즈리야드니 프리카즈 (두마의 관청이자 군사 명령을 포함한 중앙적과 지방적 둘다의 행정부를 위한 인사부)였다.  그 관청들은 보야르 파벌 간의 투쟁에서 중추적일 수 있어 보야르가 아닌 디야크 (전문적 사무원)에 의하여 전통적으로 이끌어졌다.
미하일 아래 포솔스키 프리카즈의 첫 우두머리는 1618년 자신의 사망까지 표트르 트레티야코프였으며 그는 폴란드에 대항하는 데 스웨덴과 제휴하는 정책을 수행하였다.  다음의 이반 그라모틴은 친폴란드적 평판을 가졌으며 이 임명은 4번째 의 포로에서 석방을 가져오는 데 필요하였다.  1620년대 중반에 필라레트는 폴란드와 전쟁을 위하여 준비들을 시작하였으며 그라모틴은 자신의 불신에 빠져 해고를 당하고 1626년 망명하였다.  같은 운명은 에핌 텔레프네프 (1630년)과 표도르 리하초프 (1631년)에 의하여 나누어졌으며 그들도 필라레트의 호전적인 접근을 진정시키는 데 노력하였다.  1632년에 임명된 이반 그리야제프는 필라레트의 명령들을 이행하는 데 관료제의 두번째 계급으로부터 승진되었다.  필라레트와 그리야제프의 사망 후에 직위는 다시 한번 1634년 그라모틴에 의하여, 그리고 이듬해 그의 퇴직 후에 일반적인 진정 과정과 함께 리하초프에 의하여 가정되었다.
라즈리야드니 프리카즈는 처음에 시다브니 바실리예프에 의하여 주도되었으며 필라레트는 그의 갇힌 동료 토밀로 루고프스코이에 의하여 그를 대체하였으나 그러나 후자는 어떻게 든 그의 분노를 일으켰고 추방되었다.  1623년 표도르 리하노프는 포솔스키 프리카즈로 자신의 교대까지 프리카즈의 우두머리로 만들어졌고, 1630년 라즈리야드니는 이 직위를 30년간 차지한 뛰어난 행정가 이반 가브레네프에게 주어졌다.
3개의 다른 주요 관청들은 스트렐레츠키 프리카즈 (모스크바의 주둔군으로 지낸 스트렐치 연대들의 담당), 프리카즈 볼쇼이 카즈니 (재무장관)과 아프테카르시키 프리카즈 (사실상 보건부 "약국 사무실"로 가장 특히 차르의 건강)였다.  필라레트의 도착 후에 그들의 전직 우두머리들은 모스크바로부터 멀리 보내졌고 전체의 3개는 유능하고 자격있는 행정가로 증명하고 1642년까지 사실상 수상이었던 필라레트의 조카 이반 체르카스스키에게 주어졌다.  에르카스스키의 전체 직위들로 계승한 표도르 셰레메테프는 꽤 약한 인물이었으며 실제의 권력은 법정 알렉세이 르보프의 손에 있었다.
차르 미하일이 권력을 잡았을 때 지옥의 산물로서 지정한 키릴 토우로프스키 주교로부터 12세기의 법령 때문에 가난한 마을 사람들의 민요를 제외한 국가에서 음악이 크게 죽었으나 그는 곧 하프시코드 연주자들과 서방의 다른 악기 연주자들과 더불어 프랑스와 독일의 가수들을 초청하였고 서방의 음악이 러시아에서 유지하기 시작하였다.

## 가족
에우독시아 스트레시네바에게 자신의 결혼 생활로부터 미하일은 10명의 자녀들을 두었다. -
- 이리나 (1627년 4월 22일 ~ 1679년 4월 8일)

- 펠라기아 (1628년 8월 17일 ~ 1629년 1월 25일)

- 알렉세이 (1629년 3월 19일 ~ 1676년 1월 29일)

- 안나 (1630년 7월 14일 ~ 1692년 9월 21일)

- 이반 (1633년 6월 2일 ~ 1639년 1월 10일)

- 소피아 (1634년 9월 30일 ~ 1636년 6월 23일)

- 타티야나 (1636년 1월 5일 ~ 1706년 8월 24일)

- 에우독시아 (1637년 2월 10일; 같은날 사망)

- 바실리 (1639년 3월 14일; 11일 후 사망)